# Boga (Albanien)

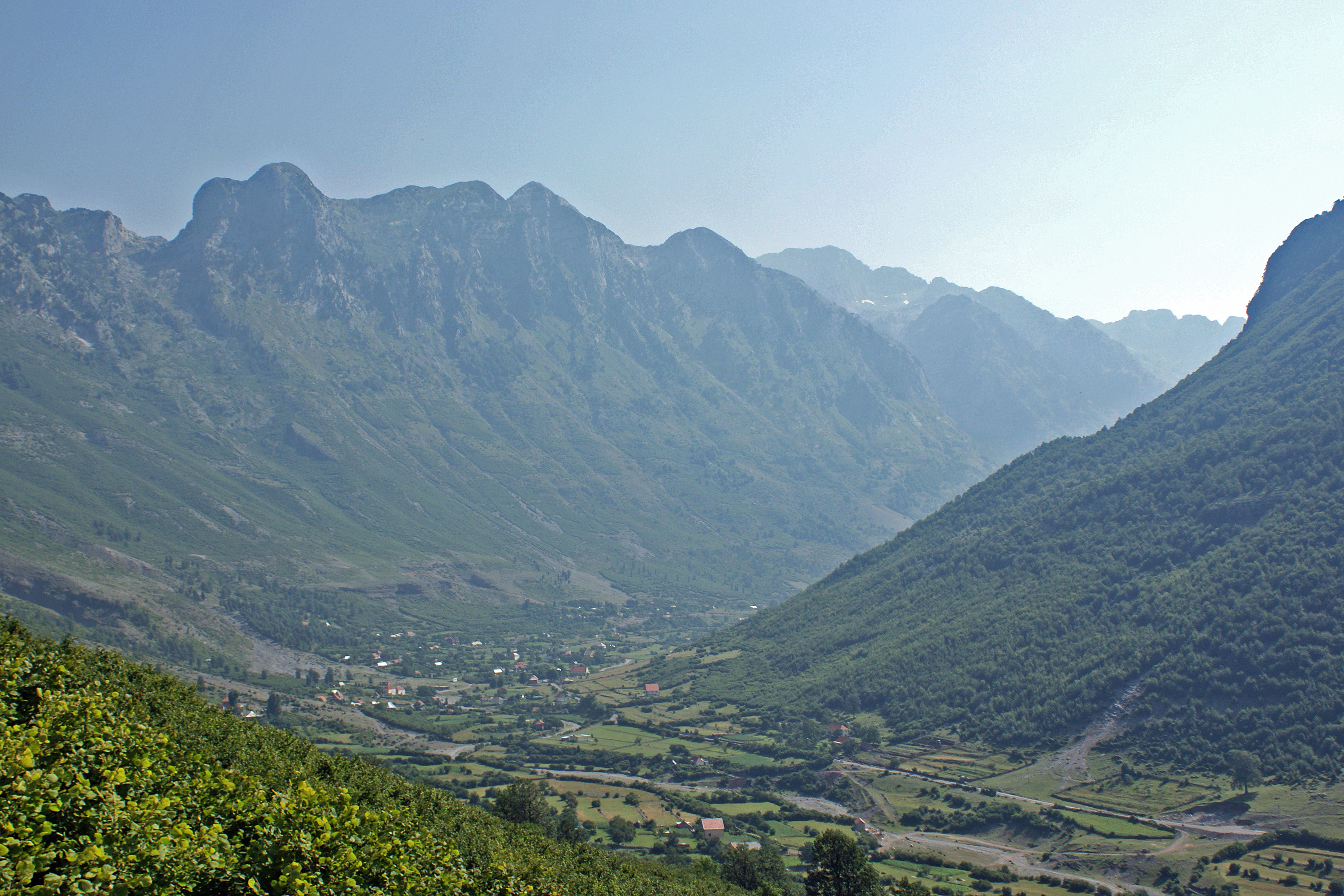
Boga im Trogtal des Përroi i thatë

Boga (albanisch auch Bogë) ist ein Dorf in Nordalbanien in den Albanischen Alpen. Es liegt im Gebiet Shkrel und gehört zur Gemeinde Malësia e Madhe.
Boga ist eine Streusiedlung, die sich über rund zwei Kilometer erstreckt. Auf nicht ganz 1000 m ü. A. gelegen, ist Boga die letzte Siedlung im Tal des Përroi i thatë. Das von Gletschern geformte Trogtal des „Trockenen Flusses“ im Kalkgebirge gilt als wasserarm. Dabei wird in Boga mit durchschnittlich 3093 Millimeter pro Jahr am meisten Niederschlag landesweit gemessen (mit Spitzenwerten von 5237 Millimeter pro Jahr respektive 420 Millimeter innerhalb von 24 Stunden). Die Böden geben nicht viel her, die Viehzucht ist von großer Bedeutung. Mehrere über 2000 Meter hohe Berge erheben sich auf beiden Seiten des Tals. Im Norden liegt der große Kalkstock Bjeshkët e Namuna (zu Deutsch: Verwunschene Berge). Nach Westen flachen die Berge der Malësia e Madhe allmählich ab. Rund um Boga finden sich einige der bedeutendsten Höhlen Albaniens. Tal und Berge rund um Boga gehören zum 2022 geschaffenen Nationalpark Alpen Albaniens.
Boga liegt rund 50 Kilometer nordöstlich von Shkodra. Eine Straße führt von Koplik (25 Kilometer) durch Boga und über den Pass Qafa e Thorës (1685 m ü. A.) nach Theth (30 Kilometer) im Shala-Tal.

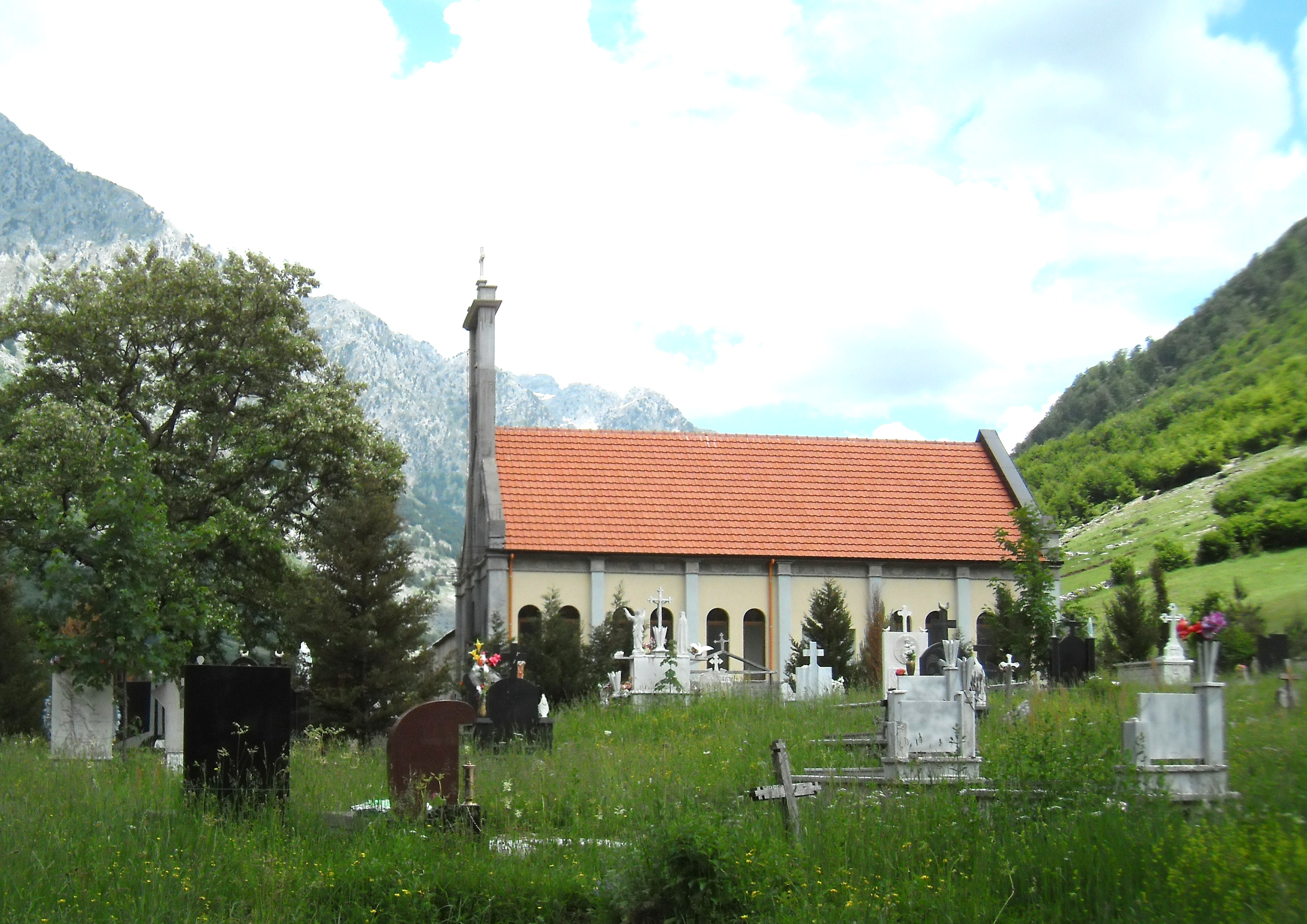
Kirche von Boga

Die Bewohner sind traditionell katholisch: alle 75 Familien im Jahr 1908 waren gemäß Edith Durham katholisch. Die Kirche ist dem Hl. Michael gewidmet, dessen Fest am 28. und 29. September gefeiert wird.
Das Dorf soll im Jahr 1480 gegründet worden sein. Die Bewohner des Boga-Stamms erachten sich als verwandt mit den Kelmendi jenseits der Berge im Norden. Älteste Erwähnungen als Bogu stammen aus den 1680er Jahren. 1918 wurden über 200 Personen gezählt. Das Vieh, das noch heute zum Teil den Sommer in den Bergen verbringt, wurde früher im Winter in die Küstenebene Albaniens bis nach Kurbin getrieben. 1963 wurden die privaten Bauernbetriebe in einer Genossenschaft zwangsweise kollektiviert. 1995 lebten über 500 Personen im Dorf.
Die Region Shkrel mit Boga gehört zu den ärmsten des Landes. Fast die ganze Bevölkerung ist in der Landwirtschaft tätig, wobei in den letzten Jahren auch  Tourismus vermehrt an Bedeutung gewinnt. Aus diesem Grund ist die Region wie alle Berggebiete Albaniens stark von Abwanderung betroffen.
Heute gibt es im Dorf eine Primarschule, ein paar Gasthäuser für Touristen und ein paar Cafés respektive Bars, die teilweise auch als kleine Läden dienen. Die Straße von Koplik zur Passhöhe ist seit einigen Jahren durchgehend asphaltiert.
Touristisch ist Boga vor allem als Ausgangspunkt für Wanderungen von Bedeutung, zum Beispiel Tagestouren in der Umgebung, Wanderung über den Shtegu i Dhënve nach Theth oder anspruchsvolle Touren in den Bjeshkët e Namuna.